# Dead Space: Salvage
『Dead Space：Salvage』（デッドスペース :  サルベージ）は、Dead Spaceシリーズのコミック・ブック。IDWパブリッシングが2010年に出版し、脚本はアントニー・ジョンストン、イラストはクリストファー・シャイが手掛けた。アントニー・ジョンストンは、ゲーム中の対話と本作以前に発売されたコミック『Dead Space』の脚本も手掛けている。 

## プロットの概要
『Dead Space』と『Dead Space：Aftermath』の出来事の間が舞台であり、「カササギ」（magpies）として知られるフリーランスの炭鉱者グループは、放棄された「USG石村」（USG Ishimura）を深宇宙で発見した。彼らの石村を見つけた幸運は、悪夢のような状況の真っ只中にいることに気付くにつれて大惨事に変わってしまう。地球政府が石村を獲得しようと急いでいるだけでなく、船内のネクロモーフも蘇生していた。 
カササギ船「ブラック・ビーク」のベネディクト・マリエック船長は、石村のホールで多数のネクロモーフに追われ、その1人になってしまう幻覚を見て目覚めた。彼の副官であるジュリア・コープランドは彼を落ち着かせ、鉱石の主脈に注意を向けさせた。 
その間に、地球政府のデイビッド・チャン国防長官がイージス7の封鎖点に到着する。彼はマーカーと石村を見つけるように命じられていたが、どちらの位置も特定できなかった。さらに、状況を監督するオラクルが参加した。 
カササギの視点に戻る。カササギは卵（鉱物の塊）を彼らの巣（大型貯蔵船）に運ぶためにショックリングを使用していたが、奇妙な測定値が表示された時にショックリングが偶然にも石村を彼らの位置に引き寄せてしまい、巣を船長のベルヴィン諸共破壊し、ジェシカ・リーとステファン・シュナイダーが指揮する船「ハンターズ・ムーン」を損壊させた。彼らは重力テザーを使用して石村を適切な位置に何とか保持し、石村への乗船を開始した。 
石村は重大な損傷を受けており、大半のシステムが機能不全か誤作動を起こしていた。石村には人やネクロモーフはいなかったが、船内は有機汚泥に満ちていた。 ガトゥラ・オケケ、ステファン、リーは船を探索し、マリエックは船の側面の結晶（のちにマーカーの破片であると判明する）を調査した。しかし、結晶に近づきすぎた彼は一時的に気を失い、ウーバーモーフのようなネクロモーフに追われる悪夢に見舞われる。彼が目を覚ますと、破片を取り石村に向かった。 
リーは船の部品をサルベージすることにし、乗組員を艦橋に集めた。乗組員の運命について話し合う間、マリエックは彼らにマーカーの破片を見せたのに対し、リーは破片を売却することを提案したが、これに刺激された彼は彼女を攻撃し始めた。彼は短い戦いの後に倒され、彼の船の乗組員の1人であるヴェンシフが彼を営倉に閉じ込めた。 
乗組員はマーカー全体が積載されている可能性を認識していたが、コープランドがいくつかのマーカーの破片と共に地球政府の封鎖点に向けて出発したことでパニックに陥った。リーは乗組員を集め、全員に任務を与えた。オケケはショックポイントドライブを修理するためにエンジンルームに赴いた。リーはまたマリエックが正気を取り戻したかどうかを見に行き、残りの乗組員は地球政府を警戒し続けた。地球政府の封鎖点に到着したコープランドは、当初はまともに取り合われなかったが、マーカーの破片を提示した所対応が一変した。チャンは取引のために彼女と交渉することに同意したが、交渉者はオラクルだった。すべての情報を明らかにした後、コープランドは「報酬もしくは何か」を求め、「何か」（死）を受け取った。 
マリエックは、ベルビンの幻覚によって営倉で目覚める。幻覚は彼が一体化しなければならないと伝えて彼の注意を引き付けた。その間、ネクロモーフのバイオマスは彼を消費し、一体化させる。同じ頃、ヴェンシフは正気を失い、妄想的な狂乱でステファンを絞殺しようとするが、報復としてステファンはマーカーの破片でヴェンシフを刺した。 
残りのログがスキャンされた後、乗組員はマーカーが船内に積載されてないことに気付く。彼らはその情報をネクロモーフにつきまとわれているリーに中継して伝えた。彼らが通信越しにシューという音を聞いた直後、ネクロモーフに変異したマリエックが落下しリーを殺害する。リーからの応答が無いことに怪しんだ乗組員は彼女の階層に向かうことに決めた。そこでブルートのような大型のネクロモーフがトールスセンとゴッテディルを素早く引き裂いた。ステファンとウェンボはブルートに向かって発砲するが、ステファンが中継装置を破壊すると、ブルートとウェンボの両方が粉々に吹き飛ばされた。ステファンは生き残り、オケケに去るよう警告するが、彼と彼の乗組員はエンジンルームでさらに巨大なネクロモーフに殺される。 
地球政府とステルスシャトルに乗ったオラクルの両方が石村に到着した。ステファンは海兵隊と話をして、彼らを騙してネクロモーフのいる貨物室に向かわせた。オラクルは策略に気が付いたが、時間を稼ぐために彼らを成り行きに任せ隔離プロトコルの起動に取り掛かった。アミーズ大尉が率いる海兵隊員は貨物室でマーカーとステファンを探すもネクロモーフに襲われ死亡する。 
ステファンはネクロモーフと戦うが、隔離に閉じ込められていた。ステファンが道を切り開く間、地球政府部隊の残存兵は殺された。一方、オラクルは未知の武器を使用して容易くネクロモーフを破壊する。彼らが艦橋に着くと、マーカーは破壊されており、ステファンが宇宙遊泳をしていることに気づく。彼らは後を追い彼に立ち向かうが、ハイブマインドによって妨害される。オラクルはハイブマインドを殺し、内部でステファンとの対立を続けた。彼らはステファンを追い詰めるが、彼はリモコンですべてに衝撃を与えると脅した。オラクルは彼らの動機を部分的に明らかにするが、「リモコン」が実際には単なる放射線検出器であることに気付き話すのをやめた。ステファンはその場から逃れてハッチから脱出し、ハッチが閉じたことで武器を持ったオラクルは腕を失った。その後、両方のオラクルは、ネクロモーフの集団によって内臓を抜かれて殺される。 
ステファンは彼らの未知の武器を使用して、ネクロモーフを切り抜けた。彼の船はネクロモーフが群がっているため、脱出するためにオラクルのステルスシャトルを使うことに決めた。彼は地球政府に連絡し、石村の位置を知らせた。チャンは彼にとどまるよう命令するが、ステファンは彼を侮辱し未知の目的地へとジャンプする。 

## キャラクター

### カササギ（Magpies）
- 「ハンターズムーン」（Hunter's Moon）の乗員 
  - ジェシカ・リー船長（Capt. Jessica Li） - 事実上のリーダーであり、やっかいな乗組員達を指揮する「ピープルパーソン（社交的な人間）」。 数百万クレジットが関係していると噂された横領スキャンダルが発覚した後、リーは海兵隊を辞めた。
  - ステファン・シュナイダー（Stefan Schneider）- リー船長だけが御しきれる副司令官。シュナイダーは、彼の合法的な炭鉱ビジネスが「コンコーダンス・エクストラクション社」（Concordance Extraction Corporation、CEC）の干渉と地球政府の降伏文書によって破綻した後、すべての権限に対する深い不信を抱くようになった。
  - ウェンボ（Wenbo）- エンジニア
  - トールスセン（Thorssen） - パイロット
- 「ブラックビーク」（Black Beak）の乗員'
  - ベネディクト・マリエック船長（Capt. Benedykt Malyech）- 元CECの監督者であり、実践的なユニトロジスト。マリエックは企業秘密をメディアに暴露した後、契約違反でCECを解雇された。
  - ジュリア・コープランド（Julia Copland）- 副司令官で生涯に渡る犯罪者の詐欺師。彼女は法律から身を隠す方法としてフリーランスの炭鉱を始め、その文化が彼女のふるまいに合っていると理解した。
  - ヴェンシフ（Venschiff） - パイロット
  - ゴッテディル（Gottheddir）- エンジニア
- 「サンセット」（Sunset）の乗員
  - ガトゥラ・オケケ船長（Capt. Gatura Okeke）- 船内住み込みの機械マニアおよび中級ユニトロジスト。過去に商用パイロットをしていたが不服従で解雇されている。
- 「リベルテ」（Liberté）の乗員 
  - ベルヴィン船長（Capt. Bellevin） - フリーランスの炭鉱のリスクと報酬の割合を誰よりもよく知っている生涯のカササギ[3]。

### 地球政府（EarthGov）
- 「スカイロケット」（Skyrocket）の乗員[4]
  - デイビッド・チャン国防長官（Defense Secretary David Chang）- 厳しい決断を下すことや地球政府の軍事的役割に対するタカ派的態度で有名な政府高官[3]
- 「USMビクトリー」（USM Victory）の乗員 
  - 船長（The Captain）[4]
- ステルス船乗員[5]
  - オラクル（The Oracles）- 謎のエージェント達[3]
- 「USMイントレピッド」（USM Intrepid）の乗員[6]
  - アミズ大尉（Capt. Amise）[7]

## コレクテッド・エディション
読み切りはトレード・ペーパーバック形式でのみ購入できる。 